# Prix Tenue de ville
Le prix Tenue de ville est un prix artistique belge francophone qui récompense des artistes et des œuvres dans le domaine du théâtre. Il a été décerné en 1996 et 1997.
Il est l'héritier des Èves du Théâtre (1952-1982). Lui succéderont le Prix du Théâtre (1998-2005) et le Prix de la critique (depuis 2006).

## 1996
- Scénographie : Valérie Jung
- Espoir féminin : Marine Haulot
- Espoir masculin : Rachid Ben Bouchta
- Auteur : Serge Kribus
- Comédienne : Sofia Leboutte
- Comédien : Patrick Descamps
- Seul en scène : Laurence Bibot
- Mise en scène : Charlie Degotte et Daniel Scahaise
- Spectacle : Un ennemi du peuple, mise en scène de Lorent Wanson
- Prix du public : Trois Grandes Femmes d'Edward Albee, au Rideau de Bruxelles

## 1997
- Scénographie : Christian Fenouillat
- Espoir féminin : Valérie Lemaître
- Espoir masculin : Frédéric Topart
- Auteur : Marie Destrait
- Comédienne : Marie-Ange Dutheil
- Comédien : Christian Crahay
- Seul en scène : Pietro Pizzuti
- Mise en scène : Julien Roy
- Spectacle : A-Ronne II d'après Luciano Berio, mise en scène d'Ingrid von Wantoch Rekowski
- Prix du public : Le Mariage de mademoiselle Beulemans au Théâtre royal des Galeries

## 1998et suivantes
Voir Prix du Théâtre